# Bauhaus và các địa điểm của nó ở Weimar, Dessau và Bernau
Bauhaus và các địa điểm của nó ở Weimar, Dessau và Bernau là một Di sản thế giới được UNESCO công nhận tại Đức bao gồm sáu địa điểm riêng biệt liên quan đến trường dạy nghệ thuật Bauhaus. Nó được công nhận từ năm 1996 với bốn địa điểm ban đầu và hai địa điểm khác được thêm vào năm 2017.
Bauhaus chỉ hoạt động từ năm 1919 đến 1933 và đào tạo ra không quá 1.250 sinh viên, trong đó chỉ có 155 người thực sự tốt nghiệp có bằng Bauhaus. Tuy nhiên, nó đã cách mạng hóa tư duy, kiến trúc thực hành và thẩm mỹ của thế kỷ 20. Các tòa nhà được thiết kế bởi các bậc thầy của Bauhaus là đại diện cơ bản của Chủ nghĩa hiện đại cổ điển. Vì vậy, chúng là những di tích quan trọng không chỉ cho nghệ thuật và văn hóa, mà còn cho các ý tưởng trong quá khứ của thế kỷ 20.

## Weimar

### Khuôn viên Bauhaus, Weimar

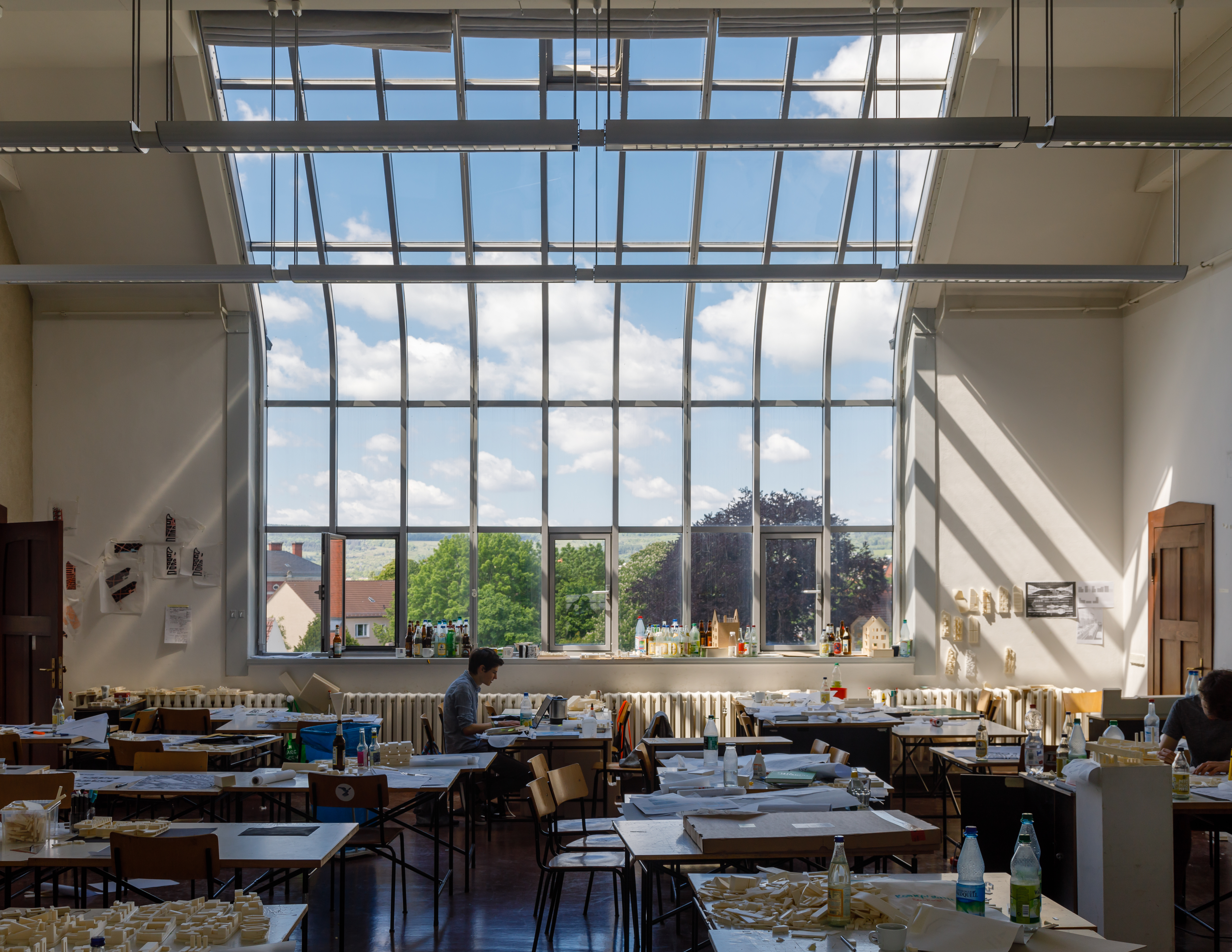
Một xưởng vẽ, tòa nhà chính của Bauhaus tại Weimar, xây dựng năm 1904-11

Bauhaus được thành lập tại Weimar năm 1919 bởi kiến trúc sư Walter Gropius và hoạt động tại đó cho đến năm 1925 khi chuyển đến Dessau do áp lực bởi chính trị. Nó bao gồm hai tòa nhà lân cận trước đây là hai trường nghệ thuật riêng biệt, cả hai đều được thiết kế của kiến trúc sư Henry van de Velde theo phong cách Art Nouveau. Tòa nhà Van de Velde được xây dựng năm 1905–06 là Trường Nghệ thuật và Thủ công Mỹ nghệ Đại công tước Sachsen, một trường dạy nghề nghệ thuật. Tòa nhà chính được xây dựng năm 1904–11 cho Trường Mỹ thuật Đại công tước Sachsen (Großherzoglich Sächsische Hochschule für Bildende Kunst).
Tòa nhà Van de Velde đã xây dựng lại có những bức tranh tường được tái thiết bởi Oskar Schlemmer ban đầu được tạo ra cho cuộc triển lãm Bauhaus năm 1923 và nó được ghi nhận đem lại ánh sáng độc đáo cho cầu thang trung tâm. Tòa nhà chính được kiến trúc sư người Đức Thomas van den Valentyn khôi phục vào năm 1999. Nó có một cầu thang chính hình sin,elip mang kiến trúc Art Nouveau. Văn phòng cũ của Walter Gropius đã được trang bị lại đồ nội thất, trang bị phụ và thảm.
Sau khi Bauhaus ở Weimar đóng cửa, các tòa nhà đã được sử dụng bởi một số tổ chức giáo dục liên quan đến nghệ thuật. Ngày nay, sau nhiều lần sáp nhập, tái cấu trúc và đổi mới, Bauhaus-Đại học Weimar được thành lập năm 1996, hoạt động trên địa điểm của trường Bauhaus trước kia, giảng dạy các khóa học liên quan đến nghệ thuật, thiết kế và công nghệ.
Địa điểm này được UNESCO công nhận là Di sản thế giới từ năm 1996. Các tòa nhà hoạt động như một cơ sở giảng dạy, nhưng vẫn có các chuyến tham quan xung quanh và bên trong khuôn viên trường, được cung cấp bởi Đại học Bauhaus Weimar.

### Haus am Horn

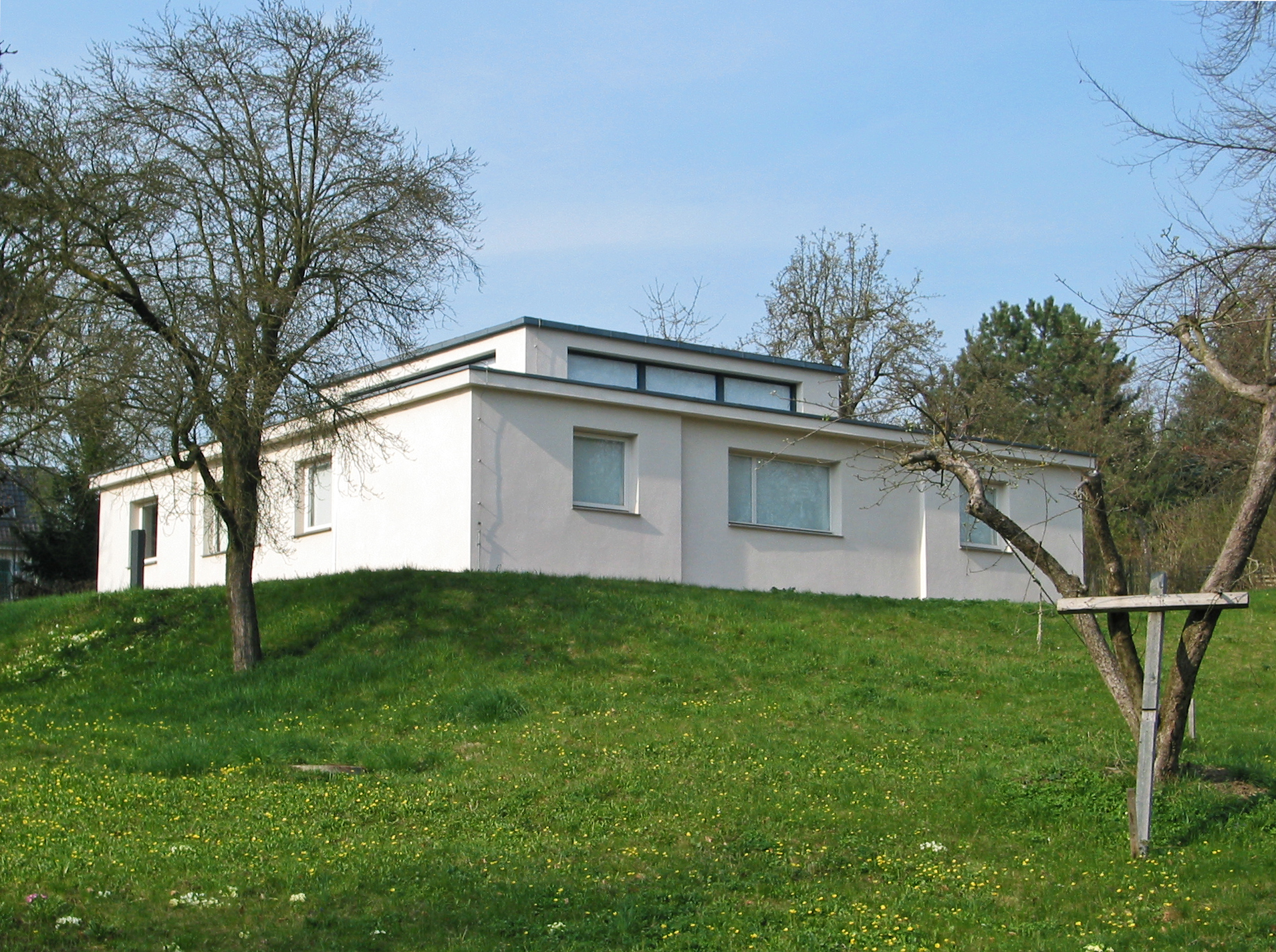
Haus am Horn, Weimar, xây dựng năm 1923

Haus am Horn là một ngôi nhà được làm bằng bê tông cốt thép được xây dựng cho triển lãm đầu tiên của Bauhaus vào năm 1923. Tòa nhà dựa trên thiết kế của Georg Muche, một họa sĩ và giáo viên tại trường. Đây là tòa nhà đầu tiên hoàn toàn dựa trên các nguyên tắc thiết kế của Bauhaus và nó đã trình bày một hình mẫu mang tính cách mạng cho cuộc sống hiện đại.
Để phù hợp với triết lý học tập của Bauhaus gắn liền với thực tế, một số giáo viên và sinh viên đã tham gia vào dự án bao gồm Marcel Breuer, hay các sinh viên lúc bấy giờ Alma Siedhoff-Buscher và Laszlo Maholy-Nagy. Tất cả các đồ nội thất, bao gồm cả chiếu sáng, được thực hiện trong các xưởng Bauhaus.
Công trình này được thêm vào danh sách Di sản thế giới từ năm 1996. Kể từ tháng 8 năm 2017, tòa nhà thuộc sở hữu của Klassik Stiftung Weimar. Năm 2018-19, ngôi nhà đã tạm dừng đón khách tham quan để tiến hành quá trình sửa chữa lớn. Nó được mở cửa trở lại vào ngày 18 tháng 5 năm 2019.

## Dessau

### Tòa nhà Bauhaus Dessau

Ảnh trên không của tòa nhà Bauhaus ở Dessau.

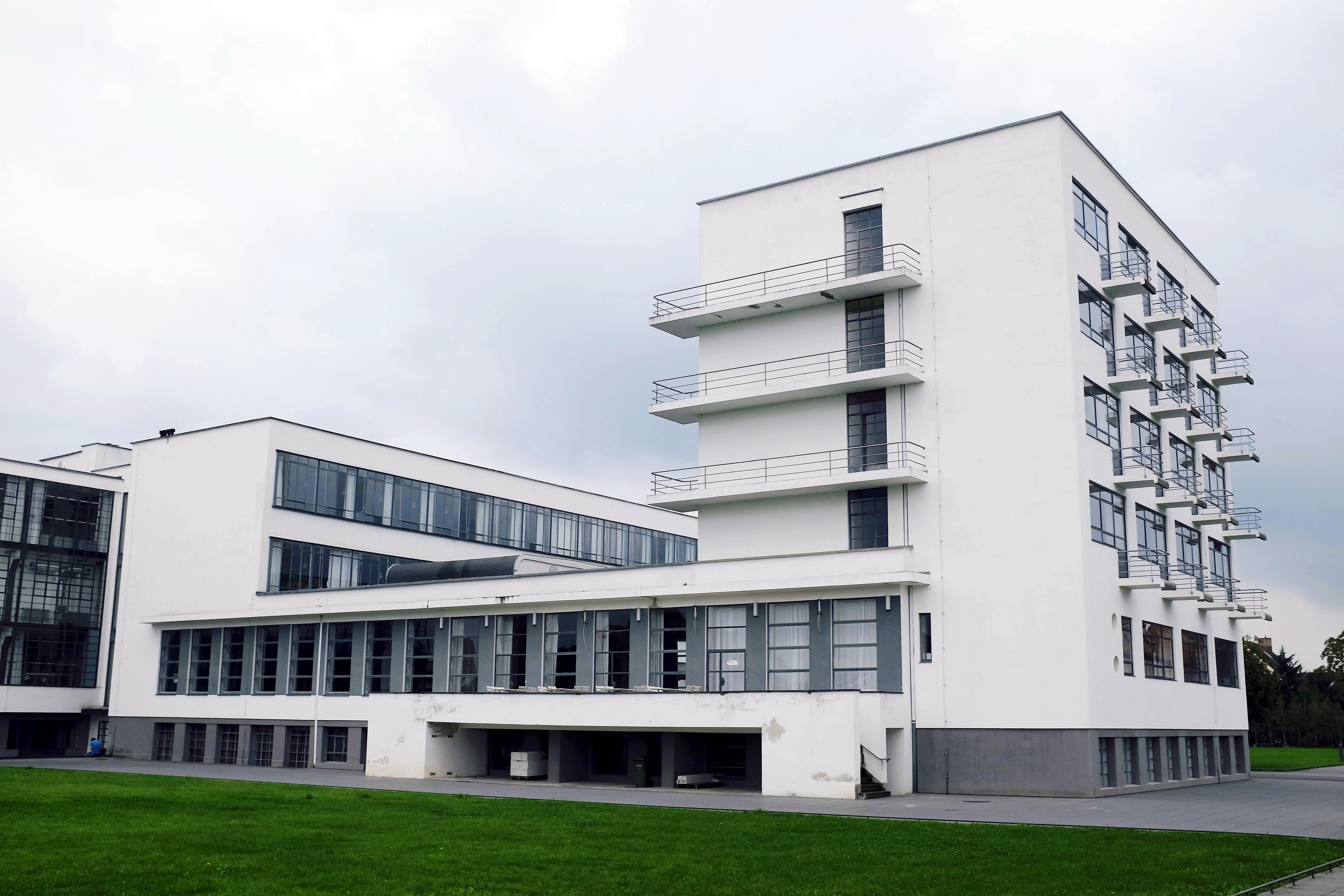
Ký túc xá sinh viên của trường Bauhaus tại Dessau

Bauhaus Dessau là một trong những tòa nhà mang tính biểu tượng của thế kỷ 20. Nó được thiết kế bởi Walter Gropius và được chính thức hoàn thành vào ngày 4 tháng 12 năm 1926, chỉ mất hơn một năm để xây dựng. Nó được coi là "bản tuyên ngôn của xây dựng" với các ý tưởng của Bauhaus, trong đó chức năng và tính thẩm mỹ của thiết kế hợp lại để tạo thành một thực thể duy nhất.
Tòa nhà được ủy quyền bởi thành phố Dessau, cũng là đơn vị tài trợ cho dự án và cung cấp lô đất xây dựng. Các kế hoạch được soạn thảo bởi công ty kiến trúc của Gropius vì Bauhaus không có bộ phận kiến trúc riêng cho đến năm 1927, nhưng các phần phụ nội thất đã được làm trong các xưởng Bauhaus.
Gropius được yêu cầu kết hợp hai trường học vào tòa nhà, một là trường thiết kế Bauhaus và hai là trường dạy nghề thành phố. Tòa nhà bao gồm một số cánh nối liền được đặt bất đối xứng. Một cánh nhà xưởng ba tầng, trường dạy nghề ba tầng, cánh còn lại là tòa nhà hành chính hai tầng, một khán phòng, sân khấu, nhà ăn, và một xưởng vẽ năm tầng. Mặt tiền đặc trưng bởi các bức tường với rèm và kính không chịu lực, sự phát triển về kiểu kiến trúc này sau đó được thể hiện ở Nhà máy Fagus xây dựng từ năm 1911–1913 do Gropius và Adolf Meyer thiết kế. Các cấu trúc xây dựng như cột và rầm có thể được nhìn thấy từ bên trong nội thất của tòa nhà.
Cánh xưởng vẽ năm tầng được gọi là "Prellerhaus" bao gồm 28 gian, mỗi gian có diện tích 20 mét vuông, cung cấp chỗ ở cho sinh viên và thạc sĩ. Phòng tắm và nhà bếp chung và có một sân thượng chung. Mười sáu trong số các gian xưởng có ban công nhỏ, có sự đối xứng đặc trưng. Nữ giới sống ở tầng một, "tầng dành cho phụ nữ" là nơi ở của Gertrud Arndt, Marianne Brandt, Gunta Stölzl và Anni Albers. Tổng cộng có 140 sinh viên, nên hầu hết trong số họ phải tìm chỗ ở trong khu vực nội thành Dessau. Năm 1930, Ludwig Mies van der Rohe, người sau đó là hiệu trưởng Bauhaus đã chuyển đổi một số nhà xưởng thành lớp học. Tòa nhà sau đó đã được cải tạo vào năm 2006 để cho nó có bố cục ban đầu. Những nhà xưởng bây giờ là những chỗ ăn ở cho khách du lịch.
Do áp lực chính trị, Bauhaus tại Dessau đã đóng cửa vào năm 1932 và Mies van der Rohe đã thành lập một trường Bauhaus dưới sự tài trợ của tư nhân ở Berlin, mặc dù nơi này cũng đóng cửa chỉ sau chưa đầy một năm. Tòa nhà Bauhaus ở Dessau sau đó được sử dụng làm trường dạy nấu ăn và may vá cho phụ nữ và ngay trước khi Chiến tranh thế giới lần thứ hai bắt đầu năm 1939 nó đã trở thành một trường đào tạo cho các sĩ quan của Đảng Quốc Xã. Năm 1941, nó là nơi có một bộ phận báo chí của nhà sản xuất máy bay Junkers. Năm 1945, trường bị hư hại trong một cuộc không kích. Sau chiến tranh, nó đã được sửa chữa một phần để có thể sử dụng lại như một tổ chức giáo dục, nhưng không làm ảnh hưởng đến tính toàn vẹn của tòa nhà. Mãi đến năm 1972, chính phủ Đông Đức mới liệt kê tòa nhà là một di tích lịch sử. Nó đã trải qua một sự phục hồi, đi đầu bởi là Konrad Püschel, một kiến trúc sư đã từng là sinh viên tại Bauhaus. Tường kính rèm, khán phòng, sân khấu và nhà ăn đã được phục hồi. Vào ngày 2 tháng 12 năm 1976, 50 năm sau khi khai trương, tòa nhà chính thức được mở cửa trở lại để sử dụng làm trung tâm văn hóa và khoa học, bao gồm một bộ sưu tập các vật phẩm từ Bauhaus. Mười tám cựu sinh viên Bauhaus đã tham dự buổi lễ.
Quỹ Bauhaus Dessau được thành lập vào năm 1994 để nghiên cứu và bảo tồn di sản của Bauhaus. Tòa nhà được công nhận là một phần của Di sản thế giới từ năm 1996, sau đó quá trình sửa chữa mở rộng được tiến hành và hoàn thành vào năm 2006. Ngày nay, cánh phía bắc của khu phức hợp, nơi có trường dạy nghề, được sử dụng bởi Đại học Khoa học Ứng dụng Anhalt, nơi có khuôn viên Dessau nằm cạnh địa điểm Bauhaus. Quỹ Bauhaus Dessau sử dụng phần còn lại của tòa nhà để làm nhà điều hành, một bảo tàng, một cửa hàng và một quán cà phê.

## Bernau
Trường Nghiệp đoàn ADGB ở Bernau bei Berlin là một cơ sở đào tạo được xây dựng năm 1928–1930. Nó được thiết kế bởi Hannes Meyer và Hans Wittwer phối hợp với các sinh viên Bauhaus. Nó được xây dựng cho Tổng liên đoàn Công đoàn Đức trước đây và nó bao gồm các phòng hội thảo, phòng ăn, chỗ ở cho các học viên và giáo viên, cơ sở thể thao và thư viện.
Đó là một ví dụ trong sách giáo khoa về kiến trúc nhà chức năng Bauhaus. Bên cạnh tòa nhà Bauhaus Dessau, đây là dự án lớn thứ hai từng được Bauhaus đảm nhận.